# Kostas Antetokounmpo
Kostas Ndubuisi Antetokounmpo (en griego: Κώστας Εντουμπουίσι Αντετοκούνμπο; Atenas, 20 de noviembre de 1997) es un baloncestista griego que se encuentra sin equipo. Con 2,08 metros de estatura, juega en la posición de pívot.
Sus hermanos Thanasis (n. 1992), Giannis (n. 1994) y Alex (n. 2001) también son jugadores profesionales de baloncesto.

## Trayectoria deportiva

### Primeros años
Comenzó jugando en las categorías inferiores del Filathlitikos griego, pero cuando su hermano mayor Giannis fue seleccionado en el Draft de la NBA de 2013 por los Milwaukee Bucks, se trasladó junto a sus padres y su hermano pequeño Alex a vivir a Estados Unidos. Allí realizó sus estudios de instituto en el Dominican High School de Whitefish Bay (Wisconsin), donde jugó sus temporadas júnior y sénior, logrando en su último año el título estatal, en una temporada en la que promedió 12,9 puntos, 7,1 rebotes y 2,4 tapones por partido.

### Universidad
Jugó una temporada con los Flyers de la Universidad de Dayton, en la que promedió 5,2 puntos, 2,9 rebotes y 1,1 tapones por partido. Al término de la temporada se declaró elegible para el Draft de la NBA, renunciando a los tres años que le quedaban de universidad.

#### Estadísticas
| Año     | Equipo | PJ | PT | MPP  | %TC  | %3P  | %TL  | RPP | APP | ROB | TPP | PPP |
| ------- | ------ | -- | -- | ---- | ---- | ---- | ---- | --- | --- | --- | --- | --- |
| 2017–18 | Dayton | 29 | 6  | 15.1 | .574 | .133 | .516 | 2.9 | .4  | .2  | 1.1 | 5.2 |

### Profesional
Fue elegido en la sexagésima y última posición del Draft de la NBA de 2018 por Philadelphia 76ers, pero esa misma noche fue traspasado a los Dallas Mavericks.
Con Dallas apenas disputó dos partidos, y pasó la mayor parte de la temporada jugando para los Texas Legends de la NBA G League, jugó la Liga de Verano de la NBA con los Dallas Mavericks y pocos días después fue cortado, el 21 de julio de 2019, firma un contrato de dos vías con Los Angeles Lakers. El 11 de octubre de 2020 se proclama campeón de la NBA por primera vez en su carrera tras vencer a Miami Heat en la final de la NBA, a pesar de no disputar ni un solo encuentro de playoffs.
El 16 de julio de 2021 firmó con el ASVEL Lyon-Villeurbanne de la Pro A francesa.
El 20 de septiembre de 2022 firma un contrato no garantizado con Chicago Bulls. Fue despedido en diciembre sin llegar a jugar en el primer equipo, haciéndolo en su filial de la G League, los Windy City Bulls.
El 19 de diciembre de 2022 fichó por el Fenerbahçe Beko de la BSL turca. En 14 partidos de Euroliga promedió 2,7 puntos y 0,8 rebotes, jugando unos 7 minutos por partido. El 20 de junio de 2023 se separó de mutuo acuerdo del club.
El 22 de junio de 2023 firmó un contrato de dos años con el Panathinaikos BC de la A1 Ethniki griega y la Euroliga, donde su hermano mayor Thanasis había jugado anteriormente durante dos temporadas.
El 11 de febrero de 2025 es cortado por el Panathinaikos y, al día siguiente, el 12 de febrero, fichó por el UCAM Murcia de la liga ACB española hasta final de temporada.

### Selección nacional
En septiembre de 2022 disputó con el combinado absoluto griego el EuroBasket 2022, finalizando en quinta posición.

## Estadísticas de su carrera en la NBA
|  | Denota temporadas en las que su equipo fue Campeón de la NBA |

### Temporada regular
| Año     | Equipo      | PJ | PT | MPP | %TC   | %3P | %TL  | RPP | APP | ROB | TPP | PPP |
| ------- | ----------- | -- | -- | --- | ----- | --- | ---- | --- | --- | --- | --- | --- |
| 2018-19 | Dallas      | 2  | 0  | 5.3 | .000  | —   | .500 | .5  | .0  | 1.0 | .0  | 1.0 |
| 2019-20 | L.A. Lakers | 5  | 0  | 4.0 | 1.000 | —   | .500 | .6  | .4  | .0  | .0  | 1.4 |
| 2020-21 | L.A. Lakers | 15 | 0  | 3.7 | .300  | —   | .462 | 1.3 | .1  | .1  | .3  | .8  |
| Total   | Total       | 22 | 0  | 4.0 | .375  | —   | .474 | 1.0 | .1  | .2  | .2  | 1.0 |

## Vida personal
Antetokounmpo nació en Atenas, Grecia, y es hijo de inmigrantes nigerianos residentes en Grecia. A pesar de ello, no tiene la ciudadanía nigeriana. Kostas y su familia ganaron oficialmente la ciudadanía griega completa el 9 de mayo de 2013, con la ortografía legal oficial de su nombre siendo Antetokounmpo.
Su hermano mayor, Thanasis, es un jugador profesional de baloncesto que fue seleccionado en la 51.ª posición del Draft de la NBA de 2014, por los New York Knicks, y su otro hermano mayor, Giannis, también es un jugador de baloncesto y fue seleccionado en la decimoquinta posición del Draft de la NBA de 2013, por los Milwaukee Bucks. Su apodo es "The Greek Freak".
Tiene otros dos hermanos: Francis, que nunca ha jugado al baloncesto, y Alex (n. 2001), que a los 18 años fichó por el UCAM Murcia de la Liga ACB española.